# Alberto da Sassoferrato
Alberto da Sassoferrato (Sassoferrato, ... – Sassoferrato, 7 agosto 1350) è stato un monaco cristiano italiano del cenobio camaldolese di Santa Croce.
Fu beatificato, per equipollenza, da papa Gregorio XVI nel 1837.

## Biografia
Nato a Sassoferrato, attorno al 1310 abbracciò la vita religiosa nel monastero camaldolese di Santa Croce.
Si diede a una vita di preghiera e austera penitenza e si distinse per la perfetta osservanza della disciplina monastica.

## Culto
Il corpo del beato Alberto fu sepolto ed è conservato nella chiesa del suo monastero di Santa Croce; godette di culto fino dai tempi della sua morte ed era particolarmente invocato contro il mal di testa.
Il suo culto fu confermato da papa Gregorio XVI il 23 agosto 1837.
Il suo elogio si legge nel Martirologio romano al 7 agosto.